# Црква Светог Архангела Гаврила у Катрги
Црква Светог Архангела Гаврила у Катрги, насељеном месту Града Чачка, припада Епархији жичкој Српске православне цркве. Црквена слава је Сабор Светог Архангела Гаврила, у народу познатија као летњи Аранђеловдан.
Основа храма је у облику крста, са куполама изнад наоса и припрате. Фасада, обојена у тамно црвено, по вертикали је расчлањена белим пиластерима. Кровни венац прати аркадни фриз обојен у бело.
У црквеној порти налазе се запис и споменици подигнути војницима страдалим у Првом светском рату.